# English Premier Ice Hockey League 2012/13
Die Saison 2012/13 war die 15. Austragung der English Premier Ice Hockey League.

## Modus und Teilnehmer
An der zweithöchsten Liga nehmen ausschließlich englische Mannschaften teil. Es wurden drei Runden, jeweils mit Hin- und Rückspiel gespielt. Für einen Sieg – auch nach Verlängerung oder Penaltyschießen – wurden zwei Punkte vergeben, für eine Niederlage nach Verlängerung oder Penaltyschießen gab es einen Punkt.
| Platz | Mannschaft              | Spiele | S  | SO/P | NO/P | N  | Tore    | Punkte |
| ----- | ----------------------- | ------ | -- | ---- | ---- | -- | ------- | ------ |
| 1     | Guildford Flames        | 54     | 35 | 3    | 3    | 13 | 231:155 | 79     |
| 2     | Basingstoke Bison       | 54     | 33 | 2    | 4    | 15 | 187:138 | 74     |
| 3     | Manchester Phoenix      | 54     | 28 | 5    | 3    | 18 | 220:184 | 69     |
| 4     | Milton Keynes Lightning | 54     | 29 | 3    | 2    | 20 | 170:145 | 66     |
| 5     | Slough Jets             | 54     | 25 | 5    | 2    | 22 | 196:184 | 62     |
| 6     | Bracknell Bees          | 54     | 20 | 4    | 5    | 25 | 199:212 | 53     |
| 7     | Swindon Wildcats        | 54     | 20 | 1    | 8    | 25 | 201:214 | 50     |
| 8     | Peterborough Phantoms   | 54     | 19 | 4    | 3    | 28 | 179:201 | 49     |
| 9     | Sheffield Steeldogs     | 54     | 16 | 5    | 1    | 32 | 158:217 | 43     |
| 10    | Telford Tigers          | 54     | 12 | 1    | 2    | 39 | 145:236 | 28     |

Legende: S–Siege, SO/P–Siege nach Overtime oder Penalty, NO/P–Niederlage nach Overtime oder Penalty, N–Niederlage
Anm.: Es werden die Zahlen der Quelle Passionhockey wiedergegeben. Malcolm Preen gibt für kursiv geschriebene Zahlen abweichende Werte an. In fast allen Fällen handelt es sich um Unterschiede bei der Zählung von Spielen, die nach Verlängerung/Penalty entschieden wurden.

## Play-offs
Die Spiele der ersten Play-off-Runde wurden im Modus mit Hin- und Rückspielen durchgeführt. Sie fanden am 30. und 31. März 2013 statt.

### Final Four
Die entscheidenden Spiele der Saison wurden in einem Finalturnier am 6. und 7. April 2013 in Coventry ausgetragen.
Halbfinale
| 6. April 2013 | Guildford Flames | 3:2 (1:1, 0:1, 2:0) | Milton Keynes Lightnings | Coventry |

| 6. April 2013 | Basingstoke Bison | 4:5 n. P. (2:1, 0:2, 2:1, 0:0, 0:1) | Manchester Phoenix | Coventry |

Finale
| 7. April 2013 | Guildford Flames | 2:5 (0:1, 0:2, 2:2) | Manchester Phoenix | Coventry |

## Auszeichnungen
Journalisten wählten Jonas Hoog (Swindon Wildcats) zum besten Spieler, Paul Dixon (Guildford Flames) zum besten Trainer.
In die Auswahl der Ersten Mannschaft kamen:
Tor: Stevie Lyle (Basingstoke)
Verteidigung: Luke Boothroyd (Manchester) – Branislav Kvetan (Guildford)
Sturm: David Longstaff (Guildford) – Jonas Hoog (Swindon) – Aaron Nell (Swindon)
In die Zweite Mannschaft wurden gewählt:
Tor: Stephen Wall (Milton Keynes)
Verteidigung: Mindaugas Kieras (Slough) – Ben Morgan (Sheffield)
Sturm: Curtis Huppe (Guildford) – Lukas Smital (Bracknell) – Michal Psurny (Manchester)